# Nemojany
Nemojany är en ort i Tjeckien.   Den ligger i regionen Södra Mähren, i den östra delen av landet, 200 km sydost om huvudstaden Prag. Nemojany ligger 263 meter över havet och antalet invånare är 556.
Terrängen runt Nemojany är platt åt sydost, men åt nordväst är den kuperad.Runt Nemojany är det ganska tätbefolkat, med 124 invånare per kvadratkilometer. Närmaste större samhälle är Vyškov, 7,1 km nordost om Nemojany. Trakten runt Nemojany består till största delen av jordbruksmark.